# أبطيح
أبطيح هي قرية مغربية، تنتمي لإقليم طانطان بجهة كلميم واد نون جنوب المغرب، وتضم 264 نسمة، مُوزعين على 69 أُسرة، حسب إحصاء سنة 2014. وهي تبعد عن مدينة طانطان بحوالي 80 كلم.